# Montemonaco
Montemonaco település Olaszországban, Marche régióban, Ascoli Piceno megyében. Lakosainak száma 519 fő (2023. január 1.). Montemonaco Arquata del Tronto, Montegallo, Castelsantangelo sul Nera, Comunanza, Montefortino és Norcia községekkel határos.

## Népesség
A település lakossága az elmúlt években az alábbi módon változott:
| Lakosok száma | 581  | 568  | 519  |
|               | 2017 | 2018 | 2023 |